# Mount Sir Sandford
Mount Sir Sandford – szczyt w Kanadzie, w prowincji Kolumbia Brytyjska (Dystrykt Columbia-Shuswap), położony 40 km na północ od Parku Narodowego Glacier. Góra Mount Sir Sandford jest najwyższym szczytem gór Selkirk.
Nazwę szczytowi nadano dla uczczenia Sandforda Fleminga, kanadyjskiego inżyniera i wynalazcy. Ze szczytu spływa kilka lodowców z których największymi są Guardsman Glacier i Cyclops Glacier.